# Graur cu creastă aurie
Graurul cu creastă aurie (Ampeliceps coronatus) este o specie de graur din familia Sturnidae. Se găsește din nord-estul Indiei până în Indochina și a fost introdus în teritoriul britanic al Oceanului Indian. Habitatul său principal este pădurea de câmpie umedă subtropicală sau tropicală, dar se găsește și în fosta pădure puternic degradată.

## Galerie

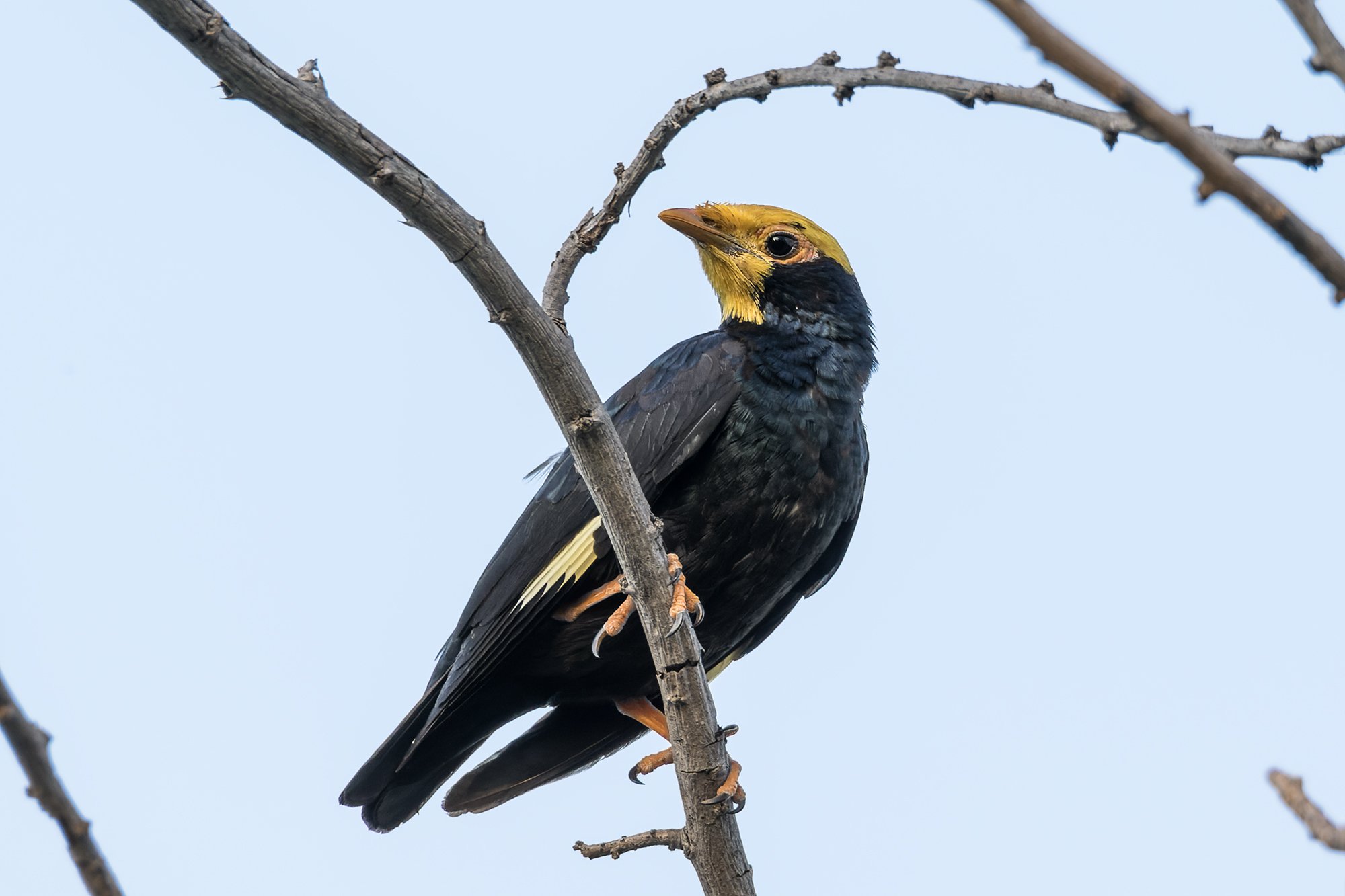
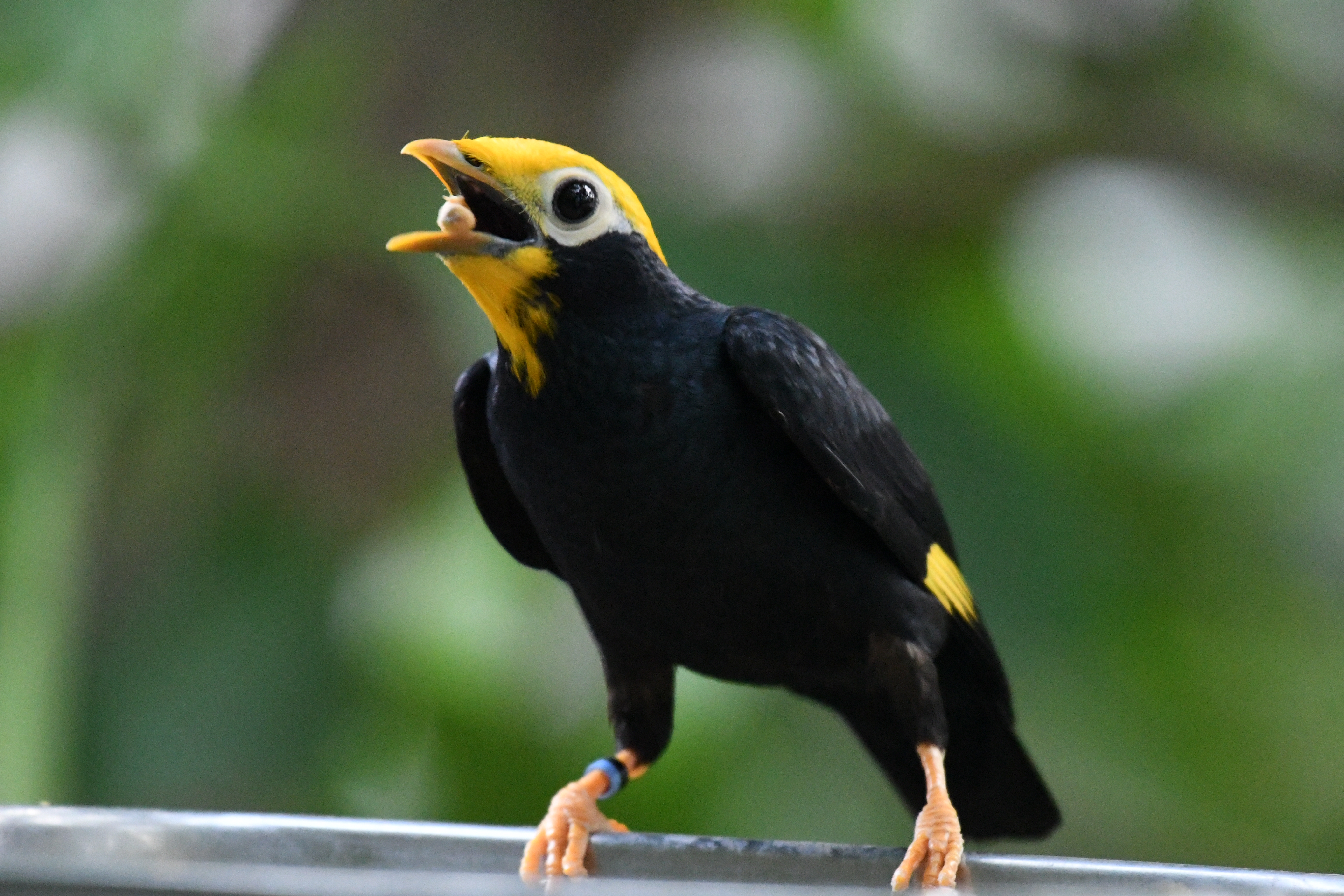
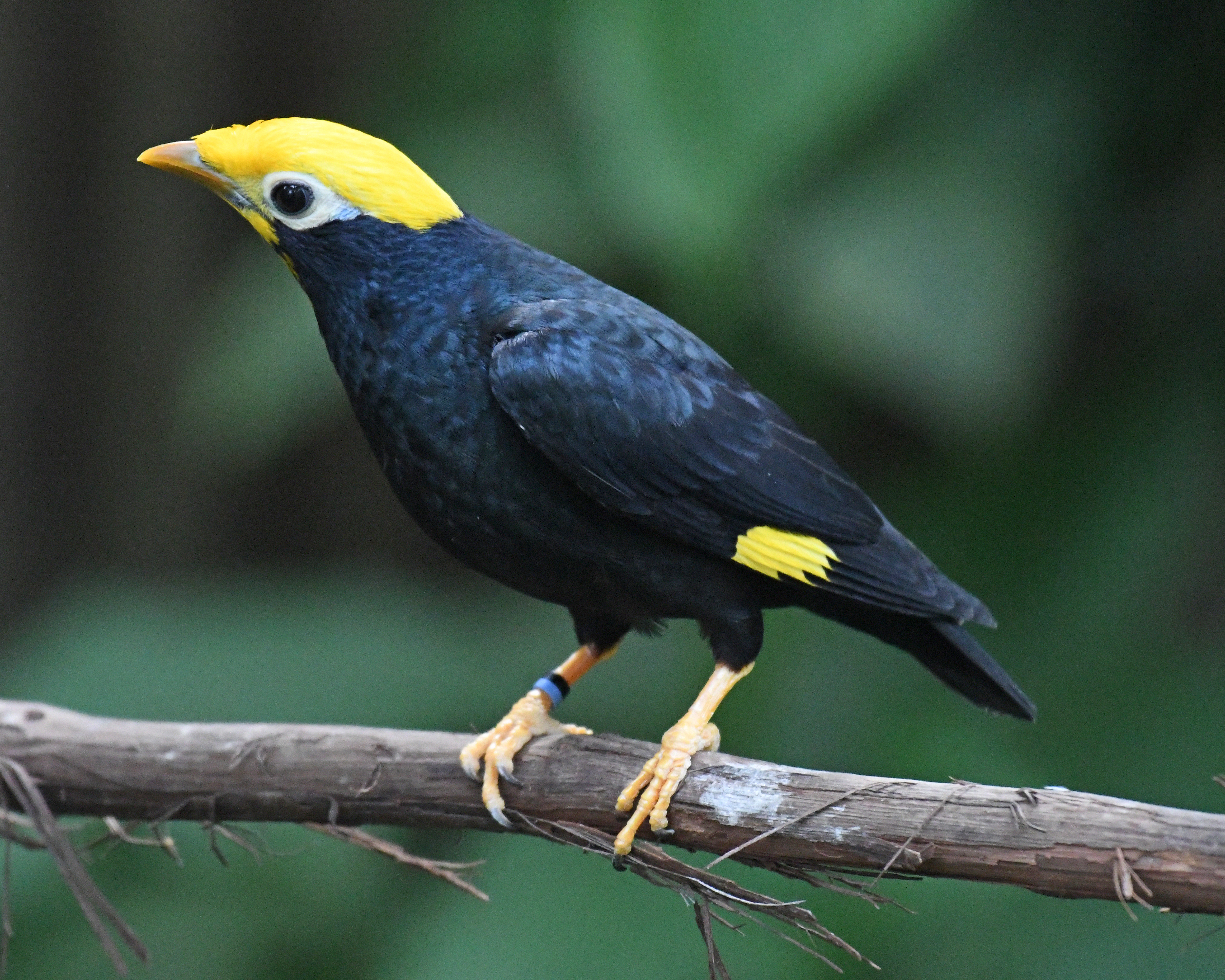